# 모니터링 (노래)
〈모니터링〉(일본어: モニタリング)는 일본의 보컬로이드 프로듀서(보카로P)인 DECO*27가 작사, 작곡한 노래이다. 2024년 11월 22일에 유튜브와 니코니코 동화를 통해 공개되었고, 하루 뒤인 2024년 11월 23일에 발매되었다. 편곡은 DECO*27와 야마모토 하야토가 맡았고, 보컬 음성은 보컬로이드인 하츠네 미쿠의 보컬을 사용하였다. 또한, 빌보드 재팬 니코니코 보컬로이드 송 톱 20에서 연속 4주 1위를 차지하였고, 2025년 상반기 빌보드 재팬 니코니코 보컬로이드 송 톱 20에서 2위를 차지, 빌보드 재팬 여러 부문에서 100위권에 들기도 하였다.

## 배경
뮤직 비디오는 2024년 11월 22일에 공개되었고, 다음 날인 11월 23일에는 스트리밍 서비스로 발매되었다. 

## 반응

### 니코니코 동화
니코니코 동화에 업로드된 뮤직 비디오는 2024년 11월 26일, 4일 만에 10만 재생수를 기록하여 VOCALOID 전당입성에 달성하였고, 이로부터 약 1개월 후인 2024년 12월 29일에는 100만 재생수를 기록하여 VOCALOID 전설입성에 달성하였다. 

### 유튜브
유튜브에 업로드된 뮤직 비디오는 2024년 11월 26일, 4일 만에 조회수 100만 회를 돌파하였으며, 2024년 12월 19일에는 조회수 1,000만 회를 돌파하였다. 그리고, 2025년 4월 6일에는 조회수 5,000만 회를 돌파하기도 하였다. 

## 차트 기록

### 주간 차트
| 차트                                       | 최고 순위 |
| ------------------------------------------ | --------- |
| 니코니코 보컬로이드 송 톱 20 (빌보드 재팬) | 1         |
| 톱 유저 생성 송 (빌보드 재팬)              | 1         |
| 핫 샷 송 (빌보드 재팬)                     | 7         |
| 핫 100 (빌보드 재팬)                       | 87        |

### 반년 차트
| 차트                                           | 순위 |
| ---------------------------------------------- | ---- |
| 니코니코 보컬로이드 송 반년 차트 (빌보드 재팬) | 2    |

## 발매
| 지역    | 날짜             | 형식                   |
| ------- | ---------------- | ---------------------- |
| 전 세계 | 2024년 11월 23일 | 음악 다운로드 스트리밍 |